# Andrew Wakefield
Andrew Jeremy Wakefield (nacido en Eton, Reino Unido, 1956) es un exinvestigador británico expulsado del registro médico por su artículo que afirma falsamente que existe una relación entre la administración de la vacuna triple vírica y la aparición del autismo y ciertas enfermedades intestinales.

## Biografía
Su publicación de 1998 en la influyente revista The Lancet y su tesis que la vacuna triple vírica podía causar autismo condujo a un abrupto descenso en los índices de vacunación y a consecuentes brotes de sarampión en el mundo. Su posterior activismo antivacuna ha contribuido a un clima de desconfianza hacia todas las vacunas y a la reaparición de otras enfermedades que se creían controladas.
Tras la publicación de su artículo, investigadores independientes intentaron reproducir sin éxito los hallazgos de Wakefield, con el fin de confirmar la hipótesis que relaciona la vacuna triple vírica y el autismo o el autismo y las enfermedades gastrointestinales. En 2004, una investigación del reportero Brian Deer publicada en el Sunday Times reveló la existencia de conflictos de intereses financieros por parte de Wakefield, tras lo cual la mayoría de sus coautores retiraron su apoyo a las interpretaciones del estudio.
Tras los alegatos de falta de ética profesional, el Consejo Médico General (GMC) del Reino Unido abrió una investigación por mala praxis contra Wakefield y dos de sus antiguos colegas. La investigación se centró en los numerosos descubrimientos de Deer, entre ellos que se sometió a varios niños autistas a procedimientos médicos invasivos e innecesarios (como colonoscopias y punciones lumbares) y que Wakefield actuó sin la necesaria aprobación de un comité de ética.
El 28 de enero de 2010, un tribunal compuesto por cinco miembros del GMC halló probadas 32 acusaciones, entre ellas cuatro de fraude y doce de abuso de niños con discapacidad de desarrollo. El comité dictaminó que Wakefield había «faltado a su deber como médico especialista responsable», actuado en contra de los intereses de sus pacientes y obrado «de manera deshonesta e irresponsable» en su investigación publicada. A raíz de las conclusiones del GMC, la revista The Lancet se retractó de forma inmediata y por completo del artículo que había publicado en 1998, señalando que los datos del manuscrito habían sido falsificados. Wakefield fue excluido del registro médico en mayo de 2010 con una observación de actuación fraudulenta y se le revocó la licencia para ejercer la medicina en el Reino Unido.
En enero de 2011, un editorial que acompañaba a un artículo de Brian Deer en el British Medical Journal (BMJ) describió el trabajo de Wakefield como un «elaborado fraude». En un artículo siguiente, Deer declaró que Wakefield planeaba lanzar una empresa al calor de la alarma suscitada contra la vacuna triple vírica, que lucraría con nuevos exámenes médicos y «análisis motivados por litigios». En noviembre de 2011, otro reportaje publicado en el BMJ reveló datos originales sin procesar que indicaba que, al contrario de lo que se afirmaba el artículo de The Lancet, los niños de su investigación no padecían ninguna enfermedad inflamatoria intestinal.
Wakefield sigue defendiendo su investigación y sus conclusiones, afirmando que no fue un fraude ni estuvo motivada por el lucro. En febrero de 2015, ha vuelto a negar públicamente las acusaciones en su contra y rechazó retractarse de sus afirmaciones, a pesar del hecho de que, como lo afirmó la British Administrative Court Justice en un fallo relacionado, «actualmente no existe ninguna organización respetable que apoye la hipótesis [de Wakefield] que exista una relación causal entre la vacuna triple vírica y el autismo o la enterocolitis».

### Covid-19
Wakefield argumentó que la pandemia de COVID-19 es un engaño y nadie debería vacunarse.